# زبی‌بایت
زبی‌بایت یک ضریبی از واحد بایت است که برای مقادیر دیجیتالی اطلاعات استفاده می‌شود. پیشوندهای دودویی زبی به معنی ۲۷۰  می‌باشد در نتیجه یک زبی‌بایت، ۱٬۱۸۰٬۵۹۱٬۶۲۰٬۷۱۷٬۴۱۱٬۳۰۳٬۴۲۴ بایت خواهد بود. علامت زبی‌بایت، ZiB است.
این واحد در سال ۲۰۰۵ توسط کمیسیون الکتروتکنیکی بین‌المللی (آی‌ئی‌سی) ثبت شد و از طرف تمامی سازمان‌های اصلی مورد قبول واقع گردید. زبی‌بایت طراحی شده بود تا جایگزین زتابایت، که در علوم رایانه به معنی ۱۰۲۱ بایت است، شود چرا که با معنی زتا در دستگاه بین‌المللی یکاها مغایرت دارد.

## معنی
۱ زبی‌بایت= ۲۷۰ بایت (۱۰۲۴ اگزبی‌بایت) = ۱٬۱۸۰٬۵۹۱٬۶۲۰٬۷۱۷٬۴۱۱٬۳۰۳٬۴۲۴ بایت
پیشوند زبی یک تک‌واژ چندوجهی می‌باشد که از واژگان زتا (سکستیلیون) و باینری (دودویی) مشتق شده است. 